# Friday (Film)
Friday (englisch für ‚Freitag‘) ist eine US-amerikanische Filmkomödie von F. Gary Gray aus dem Jahr 1995. Die Hauptrollen spielten Ice Cube, einer der Drehbuchautoren, und Chris Tucker. Es folgten die Fortsetzungen Next Friday (2000) und Friday After Next (2002) sowie 2007 die 8-teilige Zeichentrickserie Friday: The Animated Series. Zum 20-jährigen Jubiläum des ersten Films bekundete Ice Cube öffentlich sein Interesse an einem abschließenden Teil unter dem Titel Last Friday. Aber erst zehn Jahre später – im April 2025 – nahmen Warner Bros. und New Line Cinema die Arbeit an einem vierten Film auf, für den Ice Cube erneut das Drehbuch schreiben soll.

## Handlung
Der 22-jährige Craig Jones lebt mit seinen Eltern und seiner Schwester im Stadtteil South Central von Los Angeles. Er arbeitete in einem Supermarkt und wurde entlassen, weil er Büchsen gestohlen haben soll. Er lehnt es ab, kriminell zu werden, hat jedoch auch nicht den Antrieb, sein Leben in die Hand zu nehmen und etwas draus zu machen. Nachdem er arbeitslos geworden ist, verbringt er die Zeit damit, zusammen mit seinem Freund Smokey vor seinem Haus zu sitzen. Sie beobachten von dort das alltägliche Treiben in ihrer Nachbarschaft.
Craig hat eine tierisch eifersüchtige Freundin, Joi, ist aber in die attraktive Sportlehrerin Debbie verliebt. Sie begegnen dem cracksüchtigen Ezail, der seine Sucht häufig mit Kleinkriminalität finanziert, Stanley, der seinen Reichtum auf hochmütige Art zur Schau stellt, sowie dem verängstigten Red, Craigs ehemaligen Kollegen und Freund der beiden Männer. Pastor Clevor, der Gemeindepfarrer, hat Sex mit Mrs. Parker. Sie werden von ihrem Ehemann in flagranti erwischt. Und Felisha, Debbies Schwester und Deebos Freundin, welche die gesamte Nachbarschaft mit ihrer ständigen Bettelei nervt.
Smokey sollte für Big Worm Marihuana verkaufen, raucht es aber größtenteils selber. Als Big Worm dahinterkommt gibt er Craig und Smokey bis 22 Uhr Zeit, die 200 Dollar wiederzubeschaffen. Er droht damit, beide andernfalls zu töten. Craig gelingt es nicht, Geld von seiner Mutter, seiner Schwester Dana, seiner eifersüchtigen Freundin oder seinem Vater auszuleihen. Als sein Vater bemerkt, dass Craig eine Waffe bei sich trägt, erklärt er ihm, dass er anstelle einer Waffe lieber seine Fäuste benutzen sollte, um seine Probleme zu lösen. Währenddessen tyrannisiert der bekannte Schläger Deebo die Gegend und raubt Leute aus. Als er Red das Fahrrad klaut und später die Halskette abnimmt, schwört Smokey Rache.
Durch Zufall erhält Smokey am Abend die Gelegenheit, Deebo zu bestehlen, als dieser im Nachbarhaus, bei Debbies Schwester Felisha, eingeschlafen ist. Er wird dabei von Ezail gestört und bricht seinen Raubzug ab. Inzwischen ist die Zeit abgelaufen und Big Worm verübt ein Drive-by-Shooting auf Smokey und Craig, dem die beiden aber knapp entkommen. Kurz darauf macht sich Deebo auf den Heimweg, wird aber von Debbie zur Rede gestellt, die ihm vorwirft, ihre Schwester Felisha geschlagen zu haben. Da er glaubt, dass Debbie ihn bestehlen wollte, schlägt auch Debbie und zieht damit Craigs Zorn auf sich. Craig zieht seine Waffe und droht Deebo, ihn zu erschießen. Seine Eltern können ihn überreden, die Waffe beiseitezulegen und das Problem wie ein Mann mit den Fäusten zu lösen. Obwohl Deebo ihm stark zusetzt, gewinnt Craig den Kampf und Smokey nimmt dem benommenen Deebo 200 Dollar ab, um damit die Schulden bei Big Worm zu bezahlen. Craig und Debbie kommen sich näher. Noch am selben Abend macht Craig Schluss mit Joi.

Schließlich telefoniert Smokey mit Big Worm und beendet die Fehde. Er kündigt an, dass er mit dem Drogenhandel aufhört und in die Entzugsklinik geht. Nach dem Auflegen blickt er auf, zündet sich einen Joint an, richtet seinen Blick zum Zuschauer und beendet den Film mit den Worten: 

“I was just bullshittin'! And you know this, man!”

„Ich hab nur Spaß gemacht! Und das wisst ihr, Mann!“

## Rezeption
Friday erhielt ein eher gutes Presseecho, was sich auch in den Auswertungen US-amerikanischer Aggregatoren widerspiegelt. So erfasst Rotten Tomatoes überwiegend wohlwollende Besprechungen und ordnet den Film dementsprechend als „Frisch“ ein. Laut Metacritic fallen die Bewertungen im Mittel „Durchwachsen oder Durchschnittlich“ aus.
Mick LaSalle schrieb in der San Francisco Chronicle vom 28. April 1995, der Drehbuchautor Ice Cube und der Regisseur F. Gary Gray seien jeweils 25 Jahre alt. Sie zeigten, dass junge Menschen sich von der Kamera fernhalten sollten. LaSalle lobte einzig die komische Darstellung von John Witherspoon.
Desson Howe urteilte in der Washington Post vom selben Tag, der Film sei „infantil“. Er lobte die Darstellung von Ice Cube, der die Anforderungen der Komödie „mühelos“ gemeistert habe.
Ice Cube und Chris Tucker waren 1996 für einen MTV Movie Award nominiert.

## Hintergrund
Der Film wurde in South Los Angeles in der W 126th Street zwischen der Halldale Avenue und Normandie Avenue gedreht. Regisseur F. Gary Gray wuchs in derselben Straße auf. Sein Elternhaus ist in der Szene zu sehen, als Deebo den verängstigten Red mit einem kraftvollen Schlag durch die Luft schleudert. Die Budget betrug insgesamt etwa 3,5 Mio. US-Dollar. Der Film spielte weltweit ca. 28,2 Mio. US-Dollar ein, darunter ca. 27,5 Mio. US-Dollar in den Kinos der Vereinigten Staaten.
Mr. Jones, von Beruf Hundefänger, schaut sich im Fernsehen Der Tod kommt auf vier Pfoten an. Der Film handelt von einem genetisch manipulierten Hund, der sich zu einem Killer entwickelt.

## Soundtrack
Friday, das Original-Soundtrack-Album zum gleichnamigen Film, wurde am 11. April 1995 auf CD sowie MC veröffentlicht und erreichte Platz 1 der Billboard 200, auf dem es sich zwei Wochen halten konnte.
1. Ice Cube – Friday
2. Dr. Dre – Keep Their Heads Ringin’
3. Scarface featuring CJ Mac – Friday Night
4. Threat – Lettin’ Niggas Know
5. Cypress Hill – Roll It Up, Light It Up, Smoke It Up
6. Mack 10 – Take a Hit
7. The Isley Brothers – Tryin’ to See Another Day
8. Bootsy Collins & Bernie Worrell – You Got Me Wide Open
9. Rick James – Mary Jane
10. Rose Royce – I Wanna Get Next to You
11. Funkdoobiest – Superhoes
12. Tha Alkaholiks – Coast II Coast
13. E-A-Ski – Blast If I Have To
14. 2 Live Crew – Hoochie Mama
15. Roger Troutman – I Heard It Through the Grapevine

## Belege
1. ↑  Anita Bennett: Ice Cube Says He’s Ready to Make Another ‘Friday’ Movie: ‘That’s My Dream’. In: The Wrap. 15. April 2015, abgerufen am 12. April 2025 (englisch).
2. ↑  J. Kim Murphy: Ice Cube Closes Deal for New ‘Friday’ Movie at Warner Bros. and New Line. In: Variety. 2. April 2025, abgerufen am 12. April 2025 (englisch).
3. 1 2  Friday. In: Rotten Tomatoes. Fandango, abgerufen am 27. Dezember 2024 (englisch, aggregiert aus 29 Kritiken).
4. 1 2  Friday. In: Metacritic. Abgerufen am 27. Dezember 2024 (englisch, aggregiert aus 9 Kritiken).
5. ↑  Derek Armstrong: Kritik zu Friday (Memento vom 26. Februar 2020 im Internet Archive) bei AllMovie (englisch)
6. ↑  Kritik von Mick LaSalle
7. ↑  Kritik von Desson Howe
8. ↑  Friday. In: Box Office Mojo. Abgerufen am 27. Oktober 2015.

- Weitere Filmlinks:
- OFDb: Link |
- Filmstarts: Link |
- Synchronkartei: Link |
- TMDb: Link |
- Letterboxd: Link |
- Moviepilot: Link |
- bearbeiten